# Hatérie
Hatérie (Sphenodontida) je starobylý řád plazů, zahrnující pouhé dva dosud žijící druhy.

## Evoluce
Skupina hatériovitých plazů se dle dostupných fosilních nálezů objevila již na počátku druhohor (raný trias, asi před 245 až 240 miliony let), významnou skupinou byl pak v období pozdního triasu a jury. Většina hatérií vyhynula v době nástupu drobných savců a do dnešní doby přežily jen dva druhy, spadající do jedné čeledi. Vyskytují se na přibližně dvaceti ostrovech při pobřeží Nového Zélandu. Nový Zéland se oddělil od pevniny ještě předtím, než se na něj savci dostali. Hatérie a další plazi zde tedy neměli konkurenci. V období triasu až křídy byla tato skupina rozšířená i na území dnešní Jižní Ameriky.
Před 190 miliony let (v období rané jury) byli hatériovití rozšíření také na území Severní Ameriky, jak ukázaly objevy z americké Arizony. Fosilie zástupce této skupiny byly objeveny i ve 150 milionů let starých sedimentech pozdně jurského Morrisonského souvrství na území dnešního Wyomingu.
V Indii byly objeveny fosilie zástupce této skupiny přímo z hranice křídy a paleogénu, tedy z doby velkého hromadného vymírání na konci druhohor před 66 miliony let. Není ale jisté, zda dotyčný druh přežil nebo se stal obětí tohoto vymírání.

## Popis
Hatérie nepatří mezi ještěry. Odlišují se od nich výrazně kratšíma nohama, výraznýma tmavýma očima, bílými výrůstky na hlavě a hřbetě. Jejich hlava má zobákovitý útvar. Hatérie jsou dlouhověké, dožívají se i výrazně přes 100 let. Živí se hmyzem a jinými bezobratlými živočichy. Aktivní jsou především v noci.
Hatérie mají tak pomalý metabolismus, že dokáží zadržet dech až na 1 hodinu.[zdroj⁠?!] Jsou i všeobecně celkově pomalé.
Hatérie má zachované některé primitivní znaky: zuby jsou srostlé s čelistmi, nemá plně osifikovanou chordu, na břiše a krku se nachází zbytky žeber a má poměrně dobře vytvořený parietální otvor s temenním okem a alespoň v mládí jím vidí.

## Ekologie
Samice klade až 15 vajíček s bílou skořápkou. Mláďata se líhnou za 13–15 měsíců. Zajímavé je soužití hatérie s ptáky buřňáky, kteří hnízdí v norách, ve kterých žije i hatérie.

## Systematika
Původně byly hatérie klasifikovány takto:
- čeleď: hatériovití (Sphenodontidae)
  - druh: hatérie novozélandská (Sphenodon punctatus)
  - druh: hatérie Guentherova (Sphenodon guntheri)

V roce 2009 vyšla genetická studie, jež doporučuje sloučení obou druhů do jednoho s tím, že jde o pouhé geografické varianty. Některé autority a instituce však stále uznávají původní klasifikaci.
V srpnu roku 2020 bylo oznámeno kompletní rozluštění genomu hatérie.